# Inge Nilsson
Inge Nilsson (* 13. Juni 1926; † 4. Februar 2017) war ein schwedischer Sprinter.
Bei den Leichtathletik-Europameisterschaften 1946 in Oslo siegte er zusammen mit Stig Danielsson, Olle Laessker und Stig Håkansson in der 4-mal-100-Meter-Staffel.